# Abdulrahman Fawzi
Abdulrahman Fawzi (Porto Said, 11 agosto 1909 – 16 ottobre 1988) è stato un allenatore di calcio e calciatore egiziano, di ruolo attaccante.

## Carriera
Prese parte con la Nazionale egiziana ai Mondiali del 1934 e divenne il primo giocatore africano a segnare nella storia della competizione con la sua doppietta nella partita persa per 4-2 contro l'Ungheria.